# Guatteria umbonata
Guatteria umbonata é uma espécie de magnólia. Foi descrito pela primeira vez por Robert Elias Fries .  Guatteria umbonata pertence ao gênero Guatteria, e família Annonaceae. Não existe esse tipo listado.